# Museo marítimo de Vancouver
El museo marítimo de Vancouver es un museo marítimo dedicado a la presentación de la historia marítima de Vancouver, Columbia Británica, y de la región ártica canadiense. Inaugurado en 1959 como un proyecto centenario de Vancouver, se encuentra en Vanier Park, al oeste de False Creek, en la costa de Vancouver.
La exposición principal es el barco San Roque, un histórico buque ártico de exploración utilizado por la Policía Montada del Canadá. El museo también cuenta con extensas galerías de modelos de barcos, entre ellos, uno con modelos históricos construidos enteramente de cartón o papel, así como un modelo francés de hueso llamado Vengeur du Peuple, que fue construido alrededor de 1800 por los prisioneros de guerra franceses. También se encuentra una extensa colección de arte marítimo, y una gran biblioteca y archivos. También se encuentra una amplia colección relacionada con barcos de vapor del Pacífico de Canadá y los gráficos originales dibujados a mano de la exploración del capitán Cook del Pacífico.